# Jacki Weaver
Jacqueline Ruth Weaver (ur. 25 maja 1947 w Sydney) – australijska aktorka teatralna i filmowa, laureatka trzech nagród Australijskiego Instytutu Filmowego, nagrody Satelity oraz dwukrotnie nominowana do Oscara za drugoplanowe role: w dramacie Królestwo zwierząt z 2010 roku i tragikomedii z 2012 roku − Poradnik pozytywnego myślenia.

## Życiorys
Jacqueline Ruth Weaver urodziła się w Hurstville, na przedmieściach Sydney, w prywatnym szpitalu, jako córka podporucznika pilota Arthura George’a Weavera, pilota RAAF-u, odznaczonego za odwagę Zaszczytnym Krzyżem Lotniczym, i Edith, która również pracowała w siłach powietrznych. Matka Jacki pochodziła z Krainy Jezior, w hrabstwie Kumbria (Północnozachodnia Anglia). Aktorka ma młodszego brata, Roda. Rodzina Weaverów zamieszkała w Sydney, w dzielnicy Sans Souci. Ojciec aktorki, pracował w Poczcie Głównej Australii i studiował prawo na Sydney University. Jacki uczęszczała do Carlton Public School w Bexley, oraz Hornsby Girls' High School w Hornsby. Pierwsze kroki na scenie, aktorka stawiały w St George Children’s Theatre w Kingsgrove.
W swojej autobiografii Much Love, Jac z 2005 r. aktorka ujawniła, iż w wieku siedmiu lat była wykorzystywana seksualnie przez znajomego rodziny.
Aktorka była pięciokrotnie zamężna. Ma syna Dylana; aktorka ma dwójkę wnuków.

## Filmografia
Filmy fabularne
- 2014: Głosy (The Voices) jako dr Warren
- 2013: Haunt jako Janet Morello
- 2013: Six Dance Lessons in Six Weeks jako Irene Mossbecker
- 2013: Parkland jako Marguerite Oswald
- 2013: The McCarthys jako Marjorie McCarthy
- 2013: Stoker jako Gwendolyn Stoker
- 2012: Poradnik pozytywnego myślenia (Silver Linings Playbook) jako Dolores Solitano
- 2012: Jeszcze dłuższe zaręczyny (The Five-Year Engagement) jako Sylvia Dickerson-Barnes
- 2011: Lois jako Lois
- 2010: Summer Coda jako Jen
- 2010: Królestwo zwierząt (Animal Kingdom) jako Janine Cody
- 2009: Early Checkout jako sprzątaczka
- 2008: Three Blind Mice jako Bernie
- 1997: The Two-Wheeled Time Machine jako Stara Alice
- 1996: Opera u czubków (Cosi) jako Cherry
- 1987: The Perfectionist jako Barbara Gunn
- 1983: Abra Cadabra jako Primrose Buttercup (głos)
- 1982: Squizzy Taylor jako Dolly
- 1980: Water Under the Bridge jako Maggie McGhee
- 1976: Caddie jako Josie
- 1976: Do I Have to Kill My Child?
- 1975: The Removalists jako Marilyn Carter
- 1975: Piknik pod Wiszącą Skałą (Picnic at Hanging Rock) jako Minnie
- 1975: Polly My Love jako Polly
- 1974: Petersen jako Susie Petersen
- 1973: Alvin Purple jako Druga dziewczyna
- 1971: Stork jako Anna
- 1967: The Schoolmistress

Seriale telewizyjne
- 2019: Perpetual Grace, LTD jako Lillian
- 2009: Satysfakcja (Satisfaction) jako Gillian
- 2007: Hammer Bay jako Aileen Blakely
- 1988: House Rules jako Julie Buckley
- 1986: The Challenge jako Rasa Bertrand
- 1981: Tickled Pink
- 1980: Trial by Marriage jako Joan
- 1977: The Dick Emery Show in Australia jako Różne postacie
- 1976: Alvin Purple jako Emily
- 1976: Up the Convicts
- 1976: Rush jako Yvette Precot
- 1975–1976: The Last of the Australians jako Sandy / Gillie
- 1975: The Seven Ages of Man
- 1974: Silent Number jako Anne
- 1972: Catwalk jako Rock Wilson
- 1971-1976: Matlock Police jako Gail Hemming / Kathy Marcus / Lindy Robinson / Trudy Morton
- 1971-1973: The Comedy Game
- 1971: Spyforce jako Elaine Harrison
- 1970: Woobinda, Animal Doctor
- 1969-1973: Division 4 jako Thea Kemp / Val Smith
- 1969: Riptide jako Liz
- 1967-1977: Homicide jako Anne Johnson / Annette Bishop / Hettie / Sue Ryan / Vicki Gaye / Wilma Steiner
- 1966: Wandjina!

## Nagrody i nominacje
Nagroda Australijskiego Instytutu Filmowego
- nagroda: najlepsza aktorka pierwszoplanowa − za film Królestwo zwierząt (2010)
- nagroda: najlepsza aktorka drugoplanowa − za film Caddie (1976)
- nagroda: nagroda Hoytsa dla najlepszej aktorki − za film Stork (1971)

Oscary
- nominacja: najlepsza aktorka drugoplanowa − za film Królestwo zwierząt (2010)
- nominacja: najlepsza aktorka drugoplanowa − za film Poradnik pozytywnego myślenia (2012)

Złote Globy 2010
- nominacja: najlepsza aktorka drugoplanowa − za film Królestwo zwierząt

Nagroda Satelita 2010
- nagroda: najlepsza aktorka drugoplanowa − za film Królestwo zwierząt

National Board of Review 2010
- nagroda: najlepsza aktorka drugoplanowa − za film Królestwo zwierząt